# DiRT 5
Dirt 5 (stylisé DiRT5) est un jeu vidéo de course développé et édité par Codemasters. Il s'agit du quatorzième jeu de la série Colin McRae Rally et le huitième jeu à porter le titre Dirt. Le jeu est sorti pour Microsoft Windows, PlayStation 4, PlayStation 5, Xbox One, Xbox Series et Google Stadia en novembre 2020.

## Système de jeu
Dirt 5 est un jeu de course axé sur le rallye tout-terrain. Les disciplines du jeu comprennent le rallycross, les courses sur glace, les camions et les buggies tout-terrain. Les joueurs peuvent participer à des événements dans un large éventail de lieux, notamment en Arizona, au Brésil, en Chine, en Italie, à New York et en Norvège.
Le jeu comprend un système météo dynamique et des saisons qui affectent la course ; par exemple, le joueur ne peut participer aux épreuves de course sur glace à New York que pendant les mois d'hiver. Selon le type de piste, vous devrez la passer en plein soleil ou sur une fine couche de neige. Il y a un changement de jour et de nuit.
Un système d'écran divisé à quatre joueurs est également introduit dans le jeu.
Dirt 5 propose également un mode carrière axé sur le récit qui oppose le personnage du joueur à un pilote rival (doublé par Nolan North) dans une série de championnats. Le joueur a également un mentor (doublé par Troy Baker) qui lui fournit des conseils tout au long de sa carrière.

## Développement et publication
Dirt 5 a été annoncé lors de la présentation Xbox Live 2020. En plus de sortir sur les plateformes Microsoft Windows, PlayStation 4 et Xbox One, il sera disponible sur les consoles de neuvième génération PlayStation 5 et Xbox Series. Les versions Xbox du jeu prendront en charge le programme "Smart Delivery" de Microsoft, qui permet au joueur d'acheter une seule copie du jeu qui fonctionnera à la fois sur Xbox One et Xbox Series. Le jeu est développé par Codemasters Cheshire, anciennement connu sous le nom de Codemasters Evo, qui a développé Onrush. Beaucoup de ses membres ont travaillé sur Driveclub et MotorStorm,. Le jeu devait à l'origine sortir entre le 9 au 16 octobre 2020, avant d'être repoussé le 6 novembre de la même année. Une version Stadia est prévue en 2021.